# Imagerie directe

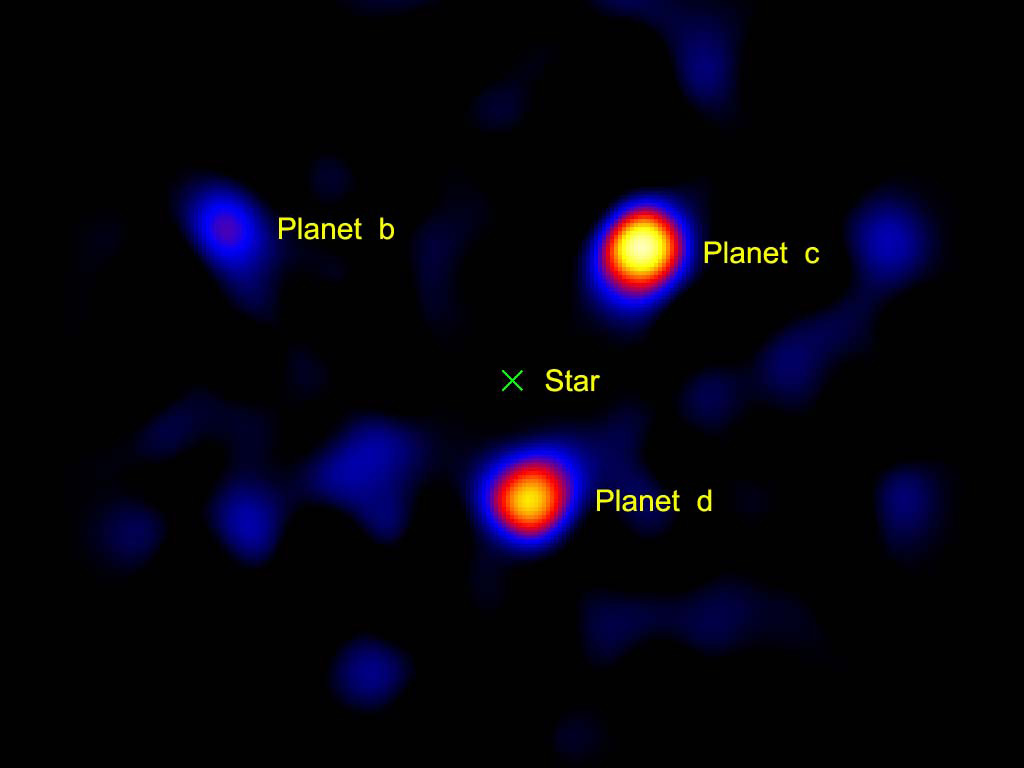
Imagerie directe du système d'HR 8799.

L'imagerie directe est une technique d'observation astronomique qui consiste à détecter des objets célestes en acquérant directement leur image sur un support — en d'autres termes, en photographiant ces objets. C'est historiquement la plus vieille méthode de détection d'objets célestes autre que par vision directe à l'œil (éventuellement à travers un instrument). Celle-ci s'est d'abord développée par l'utilisation de plaques photographiques ; aujourd'hui, elle est généralement réalisée via l'utilisation de capteurs CCD et l'enregistrement des images sous forme numérique. Dans le système solaire, cette méthode a permis de détecter nombre d'astéroïdes, comètes et autres objets analogues. Au-delà du système solaire, la sensibilité et la résolution toujours plus grande des instruments permet de détecter par cette méthode de nombreuses galaxies lointaines, des étoiles, naines brunes et maintenant même des exoplanètes si elles sont suffisamment massives et éloignées de leur étoile.

## Détection d'exoplanètes par imagerie directe
Le ratio de luminosité de la planète par rapport à son étoile est très petit, typiquement inférieur à {\displaystyle 10^{-10}} dans les longueurs d'onde visible et proche infra-rouge. Dans le cas de lumière émise par l'étoile et réfléchie par la planète, ce ratio dépend du demi-grand axe, de la projection selon l'angle dont on observe, du rayon de la planète, ainsi que de son albédo à la longueur d'onde observée. Pour la lumière émise en propre par la planète, il dépend principalement de la température de la planète.

### Sources
- Michael Perryman, The Exoplanet Handbook, Cambridge University Press, 2011 (ISBN 978-0-521-76559-6).